# Schneekugel

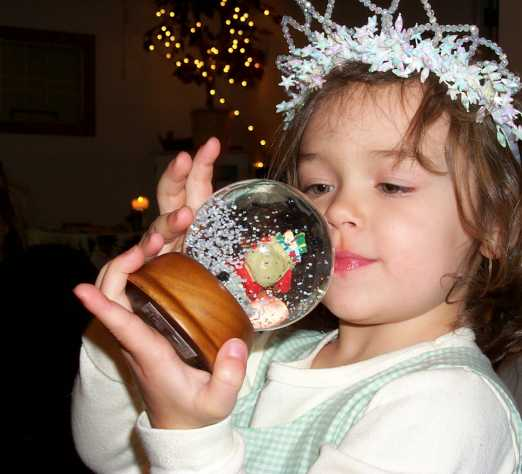
Schneekugel

Eine Schneekugel ist ein mit Wasser gefüllter Behälter aus Glas oder Kunststoff, in dem sich außerdem kleine Partikel befinden, die beim Schütteln aufwirbeln und sich dann wie Schnee langsam wieder setzen. Die Kugeln enthalten kleine Figuren oder Miniatur-Landschaften, die beim Schütteln „eingeschneit“ werden.

## Geschichte
Wann die allererste Schneekugel hergestellt wurde, ist nicht bekannt. Ein Vorläufer war eine mit Wasser gefüllte Glaskugel, in der Vögel schwammen. Der Alchimist Leonhard Thurneysser ließ sie im Jahr 1572 von der Grimnitzer Glashütte anfertigen. Eine der ältesten historisch bekannten Schneekugeln war 1878 auf der Pariser Weltausstellung zu sehen. Das Motiv war ein Mann mit aufgespanntem Regenschirm.

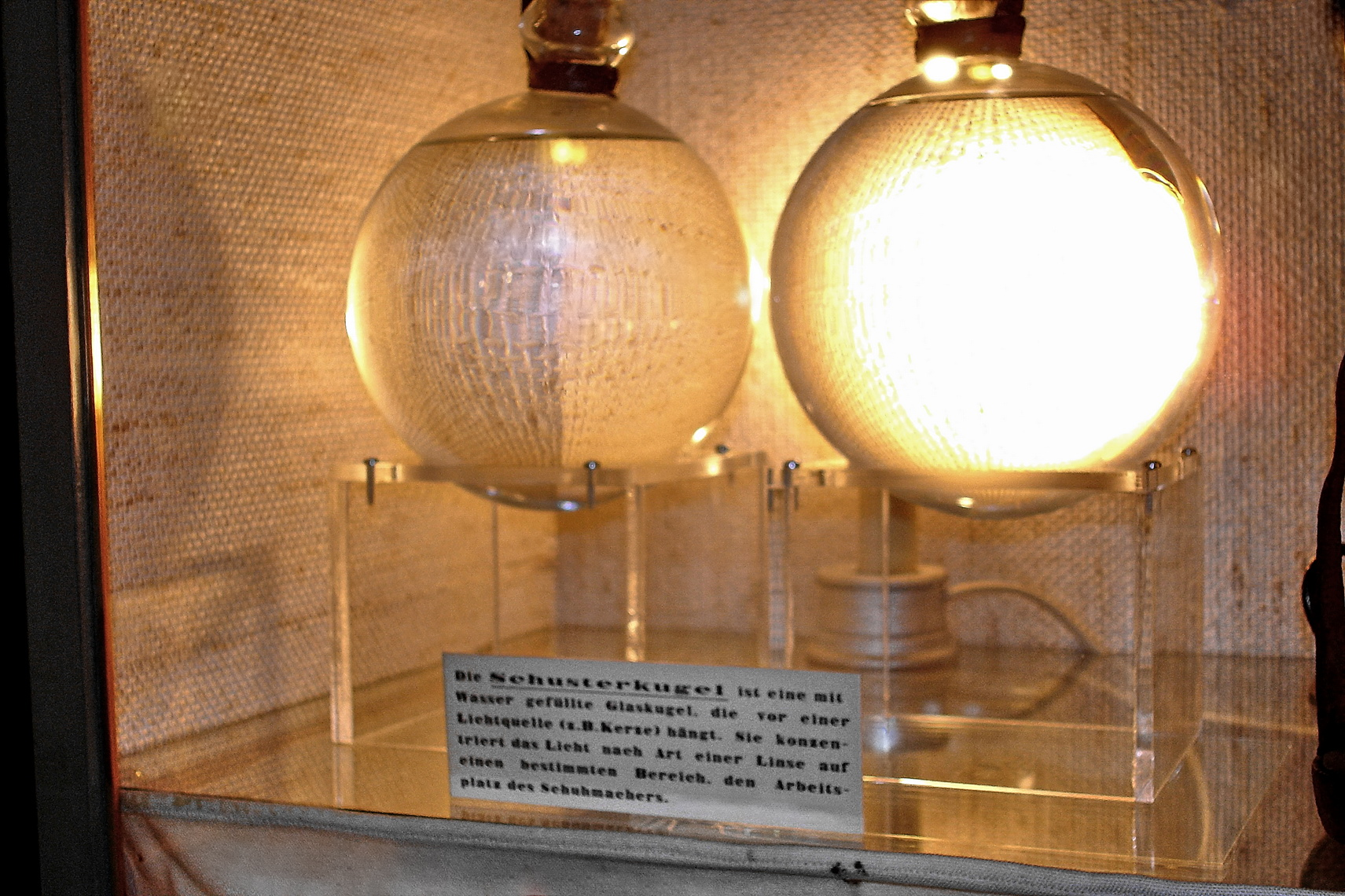
Schusterkugel

Ende des 19. Jahrhunderts erfand der Wiener Chirurgieinstrumentenmechaniker Erwin Perzy die Schneekugel gewissermaßen neu und war der Erste, der sich die „Glaskugel mit Schnee-Effekt“ patentieren und sie durch sein Unternehmen Wiener Schneekugelmanufaktur herstellen ließ. Eigentlich hatte sich Perzy auf die Herstellung von chirurgischen Instrumenten spezialisiert. Auf Wunsch von Chirurgen wollte er eine besonders helle Lichtquelle entwickeln, wozu er Versuche mit einer sogenannten Schusterkugel machte. Sie besteht aus einem mit Wasser gefüllten kugelförmigem Glaskolben, der vor brennenden Kerzen platziert wird, so dass er den Kerzenschein verstärkt. Perzy mischte dem Wasser Glasspäne bei, um die Reflexion zu verstärken.

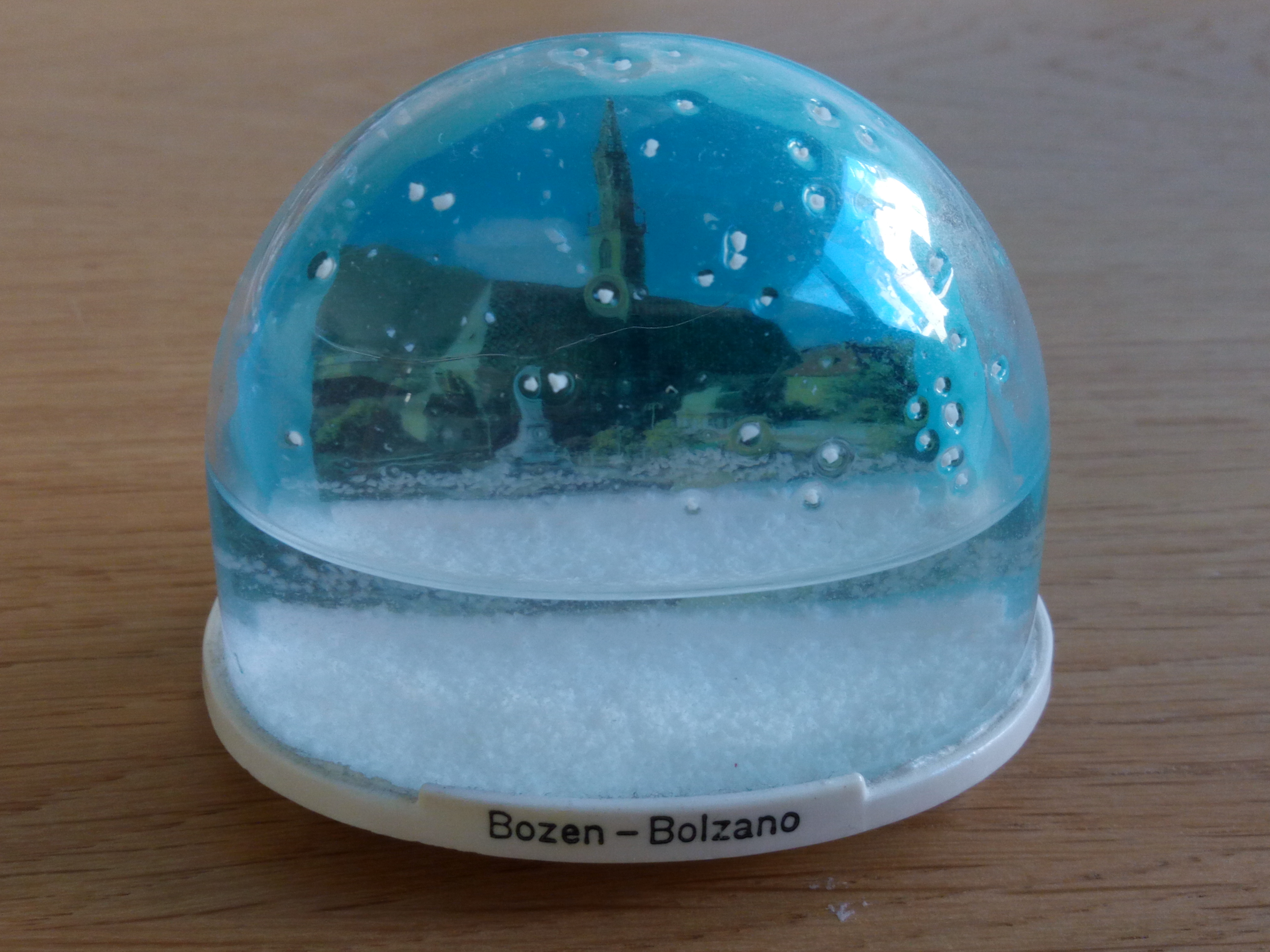
Schneekugel als Reisemitbringsel; durch Verdunstung ist die Wassermenge bereits verringert

Die wirbelnden Späne erinnerten ihn an Schnee und brachten ihn auf die Idee mit der Schneekugel. Er baute ein winziges Modell der Basilika von Mariazell, platzierte sie in eine Glaskugel, füllte sie mit Wasser und fügte Grieß als Schnee hinzu. Dieses Modell gab er einem Freund, der einen Andenkenstand besaß, wo es auf lebhaftes Interesse von Kunden stieß. Im Jahr 1900 eröffnete Perzy mit seinem Bruder Ludwig zusammen einen Betrieb, um sich ganz der Produktion der Glaskugeln zu widmen. Dieser Betrieb besteht noch heute und wird jetzt von Erwin Perzys gleichnamigem Enkel geführt. Für die Herstellung der Figuren in den Kugeln entwickelte die Firma eine Legierung, die auch als Silvesterguss zum Bleigießen vertrieben wird.
In den 1950er Jahren trat bei einigen Herstellern Polystyrol an die Stelle des Glases; die „Schneeflocken“ sind jetzt meistens aus einer Kunststoffmischung. Zusätze zum Wasser verhindern, dass sich Algen bilden können. Durch moderne Fertigungsmethoden wurde die Schneekugel zu einem Massenprodukt, das als beliebtes Reisemitbringsel in vielen Städten und Regionen gehandelt wird. Bei neueren Modellen lässt sich verdunstetes Wasser mit einer Spritze nachfüllen.

## Motive
Die Motive der Schneekugeln sind sehr vielfältig und dabei nicht immer winterlich; es gibt Landschaften, Stadtansichten oder Szenen aus dem Dorfleben sowie Schneemänner und Märchenszenen. Seltener auch Engel und Putten, Kirchen bzw. religiöse Motive, Comicfiguren, Horrormotive etc.
Oft haben sie eine Funktion als Souvenir oder Kinderspielzeug. Für Liebhaber sind Schneekugeln zu einem beliebten Sammelobjekt geworden. Der wohl bekannteste Sammler war Walter Benjamin.
Als Berliner Souvenir war gegen Ende der 1980er Jahre eine „Smogkugel“ erhältlich, welche schwarzen Niederschlag enthielt.
Im Zuge der Covid-Pandemie im Jahr 2020, als das Geschäft Perzys wie alle anderen geschlossen werden musste, wurden in Anlehnung an die Hamsterkäufe für Toilettenpapier auch Schneekugeln mit einer WC-Papierrolle im Inneren hergestellt, die im Onlinehandel Absatz fanden.

## Die Schneekugel in diversen Medien

### Kunst
- Das Künstlerduo Martin & Muñoz hat eine Vielzahl an Schneekugeln mit dystopischen und utopischen Motiven geschaffen.[8]

### Film und Fernsehen
- Im Film Citizen Kane von Orson Welles aus dem Jahre 1941 ist eine Schneekugel eines der beiden Hauptmotive im Film, die den Hauptcharakter an seine verlorene Kindheit erinnern.
- Im Film Die Schneekugel aus dem Jahr 2007 dreht sich alles um eine verzauberte Schneekugel.[9]
- In der ORF-Talkshow Wir sind Kaiser bringen die Gäste als Geschenk eine Schneekugel mit einem Pinguin mit.

### Computerspiele
- In Fallout: New Vegas sind Schneekugeln mit verschiedenen Motiven die wertvollsten Sammelgegenstände.
- In It Takes Two spielt ein Level in einer riesigen Schneekugel.

## Schneekugelmuseum
In Wien gibt es ein umfangreiches Schneekugelmuseum, das die Geschichte der Schneekugel sowie diverse Schneekugel-Typen zeigt.